# Vivasvata

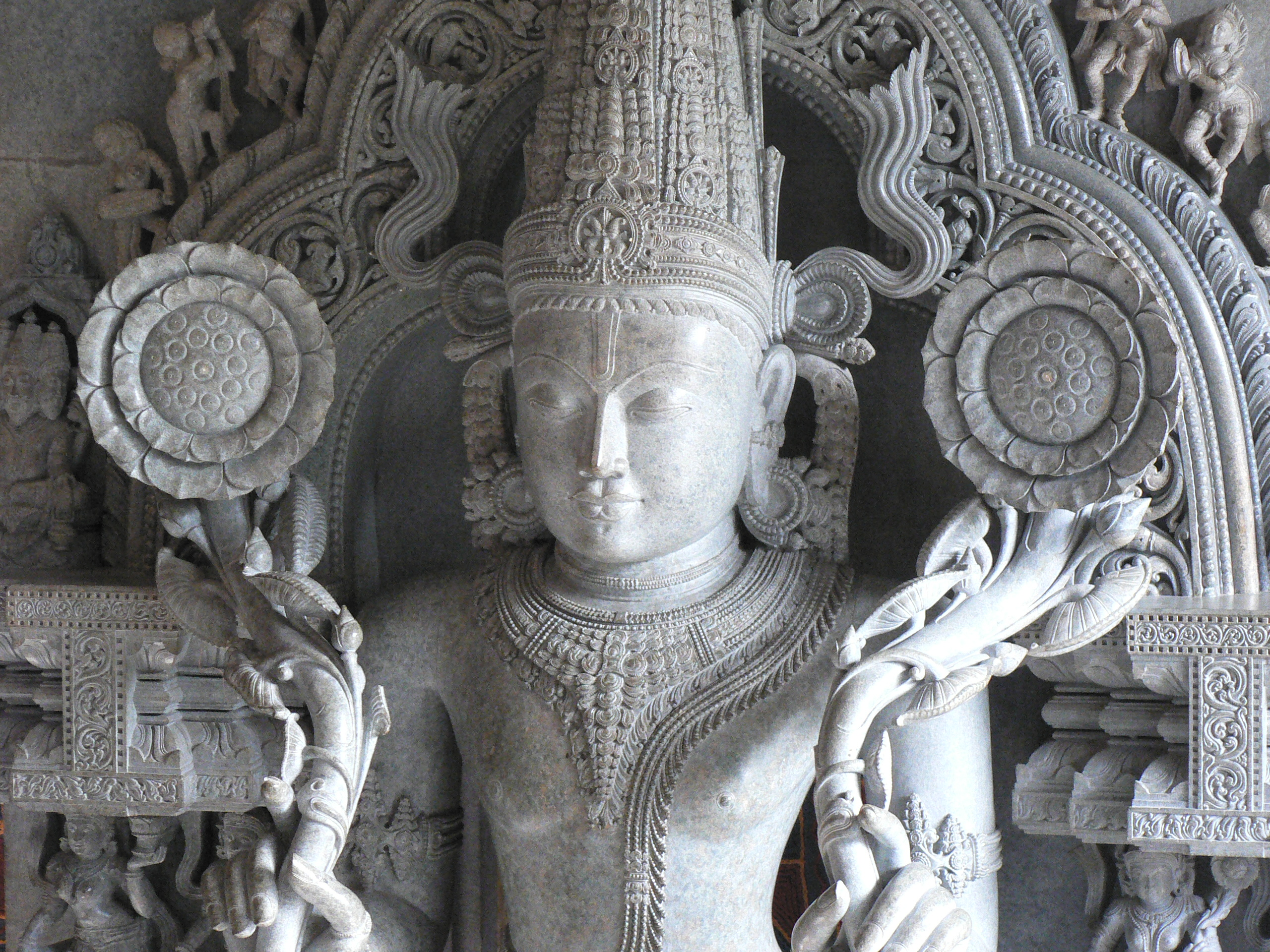
Vivasvata

Vivasvata, na mitologia hindu, é uma divindade da luz ou do Sol nascente. É citado pela primeira vez no Rigueveda. É pai dos asvins, Iama e Manu. É semelhante ao iraniano Vivanvante, pai de Ima, e provavelmente se originou num passado indo-iraniano. É um dos Aditias e é geralmente identificado com Suria, aparecendo como um dos 108 nomes de Suria no Maabárata. No mesmo texto é citado entre os 21 prajapatis e como filho de Aditi, nascido de um ovo.